# Гліциновий рецептор

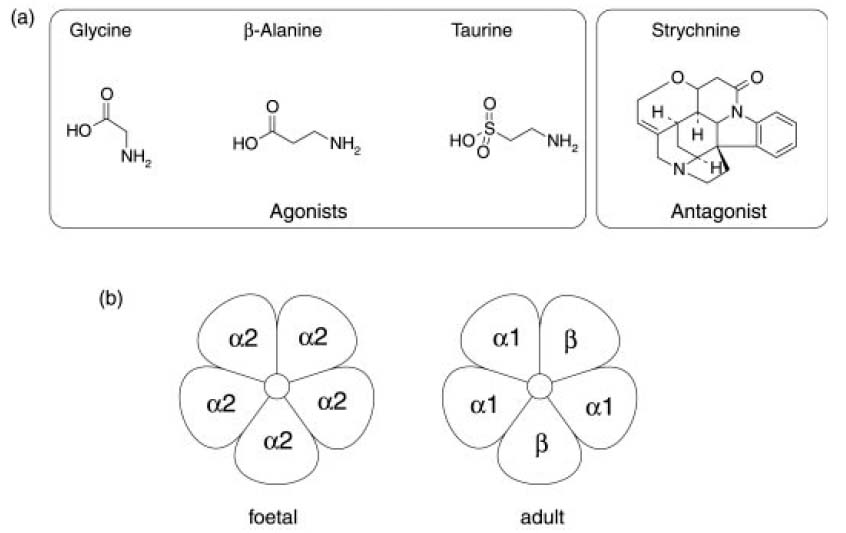
Гліциновий рецептор. Структура, агоністи, антагоністи

Гліциновий рецептор — один з найрозповсюдженіших гальмівних рецепторів в центральній нервовій системі. Він може бути активований кількома простими амінокислотами, такими як власне гліцин, β-аланін та таурин, і може бути селективно блокований високоафінним антагоністом стрихніном .Стрихнін-чутливі гліцинові рецептори належать до родини лігандно-контрольованих іонних каналів. Рецептори цієї родини складаються з п'яти субодиниць, які формують центральну пору рецептора, при цьому кожна субодиниця складається з чотирьох α концентричних сегментів . На поточний момент розрізняють чотири ізоформи альфа-субодиниць гліцинового рецептора (α1-4)які можуть самостійно зв'язувати ліганди цього рецептора, та єдиний різновид β-субодиниці. У дорослих гліциновий рецептор існує в формі гетеромерного α1β-рецептора, який, за різними даними, може складатись з трьох α1 та двох β-субодиниць , або з чотирьох α1 та однієї β-субодиниці . α1-субодниці можуть незалежно (без участі β) формувати повнофункціональний гомопентамерний гліциновий рецептор у гетерогенних експресуючих системах в ооцитах Xenopus laevis або в культурах клітин ссавців ), і такі гомопентамерні рецептори дозволяють виконувати весь спектр досліджень фармакокінетичних та фармакодинамічних властивостей іонного каналу рецептора.